# أوليغ كوليشوف
أوليغ كوليشوف (الروسية: Кулешов, Олег Михайлович) مواليد 15 أبريل 1974 في أومسك، الاتحاد السوفيتي، هو لاعب كرة يد روسي. مثل منتخب روسيا لكرة اليد. شارك في دورة الألعاب الأولمبية الصيفية سنة 1996.

## سجل المنافسة
شارك في البطولات التالية:
- بطولة العالم لكرة اليد للرجال 2015
- بطولة أوروبا لكرة اليد للرجال 2014

## الميداليات
| الميدالية | المسابقة                       |
| --------- | ------------------------------ |
| برونزية   | الألعاب الأولمبية الصيفية 2004 |

## روابط خارجية
- أوليغ كوليشوف على موقع الاتحاد الأوروبي لكرة اليد (الإنجليزية)
- أوليغ كوليشوف على موقع أوليمبيديا (الإنجليزية)